# Медведев, Ефим Иванович
Ефим Иванович Медведев (1918—1999) — начальник Высшего военно-морского училища радиоэлектроники имени А. С. Попова (1966—1973), вице-адмирал; кандидат военно-морских наук.

## Биография
Родился 28 сентября 1918 года в деревне Боброво (ныне — Великолукского района Псковской области).
Окончил среднюю школу № 1 г. Великие Луки. С 15 июля 1936 года — в Вооружённых силах; в 1940 году окончил Высшее военно-морское училище им. М. В. Фрунзе.
Во время Великой Отечественной войны воевал на подводных лодках Балтийского флота: помощник командира подводной лодки Щ-309 3-го дивизиона подводных лодок. В послевоенное время — командир подводной лодки Н-23 2-й бригады подводных лодок, гвардии капитан-лейтенант.
С 1951 года служил на Тихоокеанском флоте: начальник штаба 92-й бригады подводных лодок (1951—1953), начальник штаба 125-й бригады подводных лодок в звании капитана 1 ранга (1953—1954), командир 171-й бригады подводных лодок (1954—1956), командир 92-й бригады 16 дивизии ПЛ 7 флота (1956—1958), начальник штаба 40-й дивизии подводных лодок (1958—1960). С сентября 1961 по август 1966 командовал 6-й эскадрой подводных лодок в звании контр-адмирала. Среди подводников имел прозвище «Ефим». Первым из командиров соединений возглавлял вывод группы подводных лодок в океан. Окончил Академию Генерального штаба Вооружённых сил СССР.
В 1966—1973 годах начальник Высшего военно-морского училища радиоэлектроники имени А. С. Попова, вице-адмирал.
В запасе с 1976 года. Некоторое время работал в 24-м ЦНИИ МО СССР.
Скончался 28 января 1999 г. Захоронен в Москве на Хованском кладбище.

## Награды
- медаль «За оборону Ленинграда» (1943)[3]
- орден Красного Знамени (28.12.1944)[5]
- орден Красной Звезды
- два ордена Отечественной войны 1-й степени (31.03.1945[6], 6.4.1985[2])
- медаль «За победу над Германией в Великой Отечественной войне 1941—1945 гг.» (1945)[3]
- медаль «За боевые заслуги» (1947)[3]

## Память
Выставка «Вице-адмирал Е. И. Медведев» открыта в Великолукском краеведческом музее к Дню Военно-морского флота — в июле 2008 года.
28 июля 2019 года состоялось открытие мемориальной доски, установленной на здании кинотеатра "Родина" в г.Великие Луки.